# クリフ・エイバーソン
クリフ・エイバーソン（Cliff Aberson, 1921年8月28日 - 1973年6月23日）は、メジャーリーグベースボールの右投右打の外野手。アメリカ合衆国のイリノイ州シカゴ出身。NFLの選手として、グリーンベイ・パッカーズでプレイした経験がある。第二次世界大戦に従軍し、最終階級は軍曹。

## 経歴
1941年にウィスコンシン州リーグのジェーンズビルでプレー、打率.232、14本塁打の成績を残した。翌年も同チームでプレー、打率.282、22本塁打と成績を伸ばした。
1943年はアメリカ空軍に入隊、ミシシッピ州のキースラー基地に駐屯した。そこでパッカーズのヘッドコーチを務めていたハーム・ローリッグに見いだされ、カーリー・ランボーヘッドコーチに紹介され、1946年春に除隊した。退役前の1945年には第97歩兵師団の第314連隊に所属し、ヨーロッパ戦線に派遣され、1946年3月22日、ウィスコンシン州のキャンプマッコイで除隊した。
1946年は、グリーンベイ・パッカーズでテイルバックとしてプレーした。10試合に出場した彼は、ランで48回ボールを運び、パス41回中14回成功、タッチダウン0回、インターセプト5回の成績を残している。
1947年に野球に復帰し、シングルAのデモイン・ブルーインズで打率.279、4本塁打、20打点と活躍した彼は、シカゴ・カブスに昇格した。1年目は47試合の出場で打率.279、4本塁打、20打点とまずまずの数字を残した。
1948年はパシフィックコーストリーグのロサンゼルス・エンゼルスでプレー、34本塁打を放ち、カブスでも12試合に出場した。1949年はメジャーでの出場は4試合であった。1949年5月9日が最後の試合となった。3シーズンでメジャーリーグで出場した試合数は63であった。
1950年はパシフィックコーストリーグのハリウッド・スターズ、サザン・アソシエーションのモバイル・ベアーズ、アメリカン・アソシエーションのセントポール・セインツでプレーした。シーズン終了後、野球でのキャリアを断念し、NFLのシカゴ・カージナルスとの契約を目指したが、果たせなかった。
1954年にマイナーリーグに復帰、ウェスタン・リーグのシングルA、プエブロ・ドジャースで20試合に出場した。
ガンとの長い闘病生活の末、1973年にカリフォルニア州ヴァレーホのカイザー病院で亡くなった。51歳であった。墓地は同州フェアフィールドにある。

## 詳細情報

### 年度別打撃成績
| 年 度    | 球 団    | 試 合 | 打 席 | 打 数 | 得 点 | 安 打 | 二 塁 打 | 三 塁 打 | 本 塁 打 | 塁 打 | 打 点 | 盗 塁 | 盗 塁 死 | 犠 打 | 犠 飛 | 四 球 | 敬 遠 | 死 球 | 三 振 | 併 殺 打 | 打 率 | 出 塁 率 | 長 打 率 | O P S |
| -------- | -------- | ----- | ----- | ----- | ----- | ----- | -------- | -------- | -------- | ----- | ----- | ----- | -------- | ----- | ----- | ----- | ----- | ----- | ----- | -------- | ----- | -------- | -------- | ----- |
| 1947     | CHC      | 47    | 161   | 140   | 24    | 39    | 6        | 3        | 4        | 63    | 20    | 0     | --       | 0     | --    | 20    | --    | 0     | 32    | 5        | .279  | .369     | .450     | .819  |
| 1948     | CHC      | 12    | 37    | 32    | 1     | 6     | 1        | 0        | 1        | 10    | 6     | 0     | --       | 0     | --    | 5     | --    | 0     | 10    | 0        | .188  | .297     | .313     | .610  |
| 1949     | CHC      | 4     | 7     | 7     | 0     | 0     | 0        | 0        | 0        | 0     | 0     | 0     | --       | 0     | --    | 0     | --    | 0     | 2     | 1        | .000  | .000     | .000     | .000  |
| MLB：3年 | MLB：3年 | 63    | 205   | 179   | 25    | 45    | 7        | 3        | 5        | 73    | 26    | 0     | --       | 0     | --    | 25    | --    | 0     | 44    | 6        | .251  | .343     | .408     | .751  |

- 「-」は記録なし。